# أمينتاس الأول المقدوني
أمينتاس الأول المقدوني (باليونانية القديمة:Ἀμύντας Aʹ ὁ Μακεδών) كان الملك التاسع لمملكة مقدونيا القديمة من بعد كارانوس بن تيمينوس والملك السادس من بعد بيرديكاس الأول المقدوني خلف والده الملك ألكيتاس الأول المقدوني على عرش مقدونيا وهو من السلالة الأرغية حكم من العام 540 قبل الميلاد إلى 498 قبل الميلاد خلفه في الملك ابنه الإسكندر الأول المقدوني.

## بداية التاريخ السياسي
يمكن اعتبار فترة حكم أمينتاس الأول بداية التاريخ السياسي لمقدونيا القديمة وذلك لأنه كان أول ملك مقدوني كوّن علاقات خارجية ففي عصره دخلت مقدونيا في تحالف مع بيسيستراتوس كما أنه ساعد هيبياس الأثيني والذي طُرد من أثينا حيث قام أمينتاس الأول بتقديم مقاطعة أنثيموس الواقعة على خليج ثيرمايك (الخليج الثيرمى) لهيبياس هادفا بذلك للاستفادة من العداوات الناشبة بين اليونانيين لصالحه الخاص.
ومن ناحية كانت مملكته خاضعة للملك الفارسي دارا الأول وكان يدفع الجزية له، وعندما توسع دارا في سلطانه وصلت قواته إلى أطراف مقدونيا حيث طلب من أمينتاس الأول تزويد الفرس بالمرعى والماء كعلامة على خضوعه، ولما رأى أمينتاس الأول قوتهم قبل فورا إلا أن بعض جنود الفرس تصرفوا بشكل غير لائق في إحدى الاحتفالات المقامة في المدينة، الأمر الذي دفع ابن اميتاس واسمه ألكسندر إلى قتلهم، وخوفا من غضب دارا قام ألكسندر لاحقا بإرسال شقيقته جاغيا بالإضافة إلى الأموال بغية نيل رضا دارا.